# AnnaLynne McCord
AnnaLynne McCord (Atlanta, 16 luglio 1987) è un'attrice statunitense.
È nota principalmente per il ruolo di Eden Lord nella serie televisiva Nip/Tuck, di Naomi Clark nella serie TV 90210 e di Catherina Greene nella soap opera Il tempo della nostra vita.

## Biografia
Durante l'infanzia ha compiuto gli studi a casa, e all'età di quindici anni si è diplomata all'high school.

### Carriera
Subito dopo il diploma si è unita alla Wilhelmina Modeling Agency ed è apparsa in alcune pubblicità di famosi marchi come Estée Lauder; per un breve periodo ha inoltre posato per la rivista Seventeen. Al cinema, è apparsa nel 2005 in un cameo nel film Natale a Miami, inoltre ha fatto parte del cast di Officer Down - Un passato sepolto. Ha recitato in diversi ruoli televisivi; in particolare, a partire dal 2007 prende parte ad alcuni episodi della serie Nip/Tuck, recitando nella parte di Eden Lord e ricoprendo il ruolo fino al 2009.
È apparsa in alcune serie televisive come Lucifer, Cold Case - Delitti irrisolti, Close to Home - Giustizia ad ogni costo, Stalker, CSI: Miami, Greek - La confraternita, Ugly Betty e The O.C.. Diventa una delle protagoniste, dal 2008 al 2013, della serie televisiva The CW 90210, recitando la parte di Naomi Clark.
Ottiene una parte in Fired Up! - Ragazzi pon pon, un film di Will Gluck. Nel 2014 è protagonista del film TV La parata del Natale, entra nel cast della pellicola The Gambling - Gioco pericoloso recitando al fianco di Steven Seagal, e recita nella terza e ultima stagione di Dallas interpretando la parte di Heather. Nel 2016 entra nel cast della seconda stagione della serie antologica Secrets and Lies, nel ruolo di Melanie Warner; inoltre prende parte come personaggio ricorrente alla serie The Night Shift, recitando nei panni di Jessica Sanders. 
Nel 2024 entra nel cast principale della soap opera Il tempo della nostra vita, nel ruolo di Catherina Greene.

## Vita privata

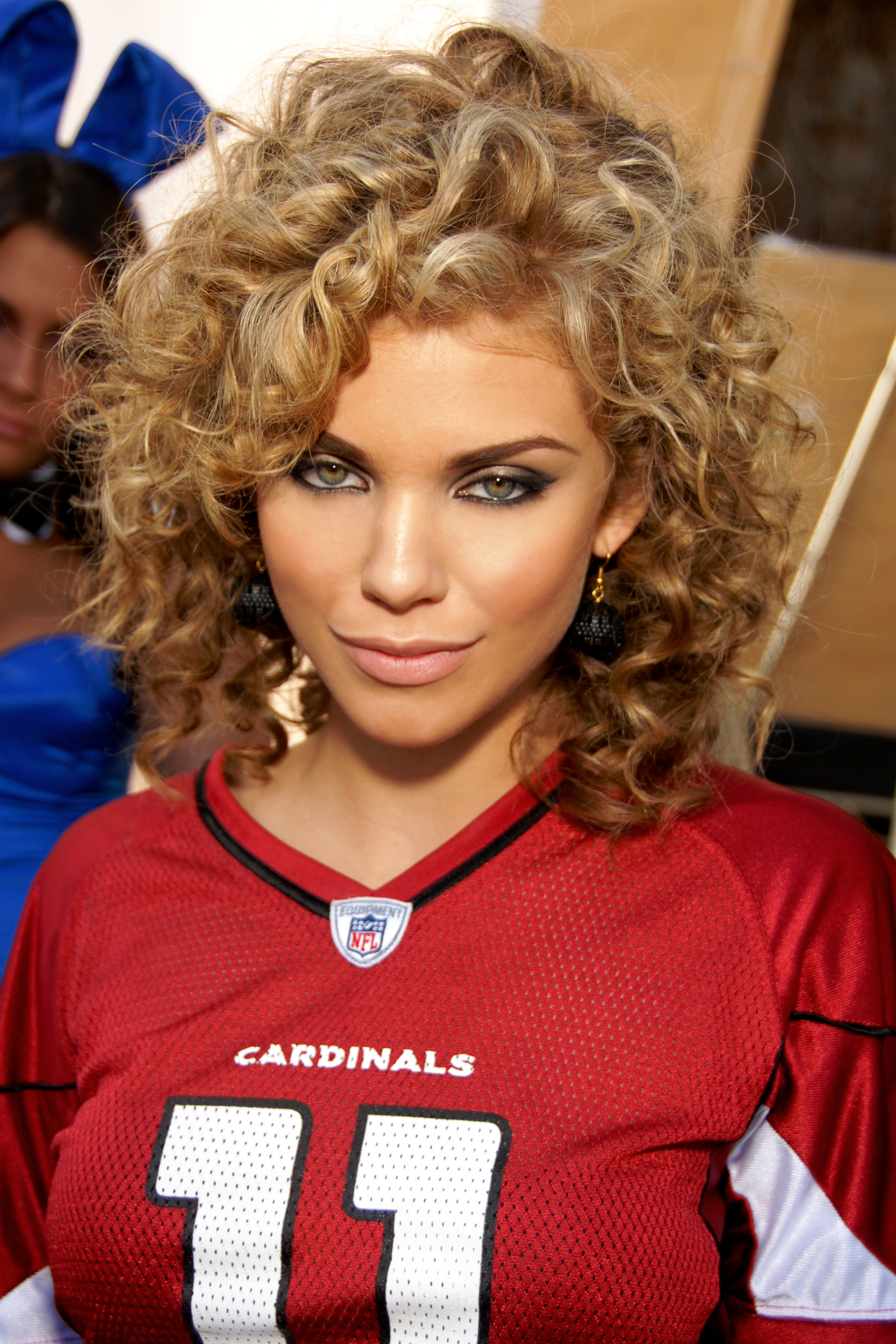
McCord nel 2009 alla Playboy Mansion

Ha avuto una relazione con l'attore Kellan Lutz dal 2008 al 2011, conosciuto sul set di 90210. Tra il 2011 e il 2018 è stata legata a più riprese al collega Dominic Purcell.
Oltre a recitare, AnnaLynne contribuisce a molte cause umanitarie e benefiche durante il suo tempo libero; l'organizzazione Look to the Stars l'ha premiata nel 2009 come una delle più giovani e attive filantrope a Hollywood.
Nello stesso anno si unisce agli studenti della Woodland Regional High School di Beacon Falls, nel Connecticut, per la corsa inaugurale del Woodland for Woman Worldwide, un'associazione che sostiene Somaly Mam (di cui è ambasciatrice) e CAMFED, due organizzazioni internazionali che combattono lo sfruttamento della donna. È inoltre una sostenitrice del St. Bernard Project, un'organizzazione dedita all'assistenza e all'aiuto verso le vittime dell'uragano Katrina.
Nel 2011 viene nominata ai Do Something! Awards del canale televisivo VH1, nella categoria "TV Star".

## Filmografia

### Cinema
- Middle of Nowhere, regia di Ron McLellen (2002)
- Transporter: Extreme (Transporter 2), regia di Louis Leterrier (2005)
- Natale a Miami, regia di Neri Parenti (2005)
- Bad Girl Island, regia di Stewart Raffill (2007)
- Mysterious, regia di Stewart Raffill (2007)
- Day of the Dead, regia di Steve Miner (2008)
- The Haunting of Molly Hartley, regia di Mickey Liddell (2008)
- Fired Up! - Ragazzi pon pon (Fired Up!), regia di Will Gluck (2009)
- Arma micidiale (Gun), regia di Jessy Terrero (2010)
- Amexica, regia di Ron Krauss – cortometraggio (2010)
- Blood Out, regia di Jason Hewitt (2011)
- Excision, regia di Richard Bates (2012)
- Officer Down - Un passato sepolto (Officer Down), regia di Brian A. Miller (2013)
- Scorned, regia di Mark Jones (2013)
- The Gambling - Gioco pericoloso (Gutshot Straight), regia di Justin Steele (2014)
- I Choose, regia di AnnaLynne McCord – cortometraggio (2014)
- Il piccolo aiutante di Babbo Natale (Santa's Little Helper), regia di Gil Junger (2015)
- AmeriGeddon, regia di Mike Norris (2016)
- Trash Fire, regia di Richard Bates Jr. (2016)
- Breaking Evil, regia di Brett Hudson (2016)
- White Lung: Below, regia di Richard Bates Jr. – cortometraggio (2016)
- 68 Kill, regia di Trent Haaga (2017)
- First We Take Brooklyn, regia di Danny A. Abeckaser (2018)
- Tone-Deaf, regia di Richard Bates Jr. (2019)
- Milkshake Girls, regia di Viva Bianca – cortometraggio (2019)
- Soldier's Heart, regia di Michael Feifer (2020)
- Feral State, regia di Jon Carlo (2020)
- King Knight, regia di Richard Bates Jr. (2021)
- Titanic 666, regia di Nick Lyon (2022)

### Televisione
- The O.C. – serie TV, episodio 3x23 (2006)
- Close to Home - Giustizia ad ogni costo (Close to Home) – serie TV, episodio 1x22 (2006)
- American Heiress – serie TV, 61 episodi (2007)
- Cold Case - Delitti irrisolti (Cold Case) – serie TV, episodio 4x20 (2007)
- Ugly Betty – serie TV, episodi 1x19-1x20 (2007)
- CSI: Miami – serie TV, episodio 5x23 (2007)
- Greek - La confraternita (Greek) – serie TV, episodio 1x06 (2007)
- Head Case – serie TV, episodio 2x03 (2008)
- Nip/Tuck – serie TV, 12 episodi (2007-2009)
- 90210 – serie TV, 114 episodi (2008-2013)
- Double Exposure – serie TV, episodio 1x06 (2010)
- Night Tales, regia di Jamie Foxx – film TV (2011)
- Dallas – serie TV, 9 episodi (2014)
- Stalker – serie TV, episodio 1x07 (2014)
- La parata del Natale (The Christmas Parade), regia di Jonathan Wright – film TV (2014)
- Niente di personale (Killer Photo), regia di Jason Furukawa – film TV (2015)
- Not So Union – webserie, webisodio 1x02 (2015)
- Lucifer – serie TV, episodio 1x01 (2016)
- Secrets and Lies – serie TV, 7 episodi (2016)
- Beauty and the Beast – serie TV, episodio 4x08 (2016)
- The Night Shift – serie TV, 6 episodi (2016)
- Let's Get Physical – serie TV, 8 episodi (2018)
- Accuse e bugie (Wrongfully Accused), regia di Michael Feifer – film TV (2019)
- Feliz NaviDAD, regia di Melissa Joan Hart – film TV (2019)
- Legends of Tomorrow – serie TV, episodio 6x08 (2021)
- Power Book III: Raising Kanan – serie TV, 6 episodi (2021)
- Un ballo per Natale (Dancing Through Christmas), regia di Paul Shapiro – film TV (2021)
- Il tempo della nostra vita – soap opera (2024-in corso)

## Programmi TV
- When I Was 17 – programma TV, 1 puntata (2011)

## Videoclip
- Baby, I'm in Love - Thalía (2003)
- Perfect - Pink (2011)

## Doppiatrici italiane
Nelle versioni in italiano dei suoi film, AnnaLynne McCord è stata doppiata da:
- Valentina Mari in Cold Case - Delitti irrisolti, Officer Down - Un passato sepolto
- Perla Liberatori in Ugly Betty, Fired Up! - Ragazzi pon pon, Accuse e bugie
- Emanuela D'Amico in Greek - La confraternita, Dallas
- Gemma Donati in 90210, Stalker
- Jolanda Granato ne Il piccolo aiutante di Babbo Natale
- Benedetta Degli Innocenti in Secrets and Lies
- Federica De Bortoli in La parata del Natale
- Chiara Colizzi in Niente di personale
- Chiara Oliviero in The Night Shift
- Veronica Puccio in Excision
- Valentina Favazza in Nip/Tuck
- Domitilla D'Amico in CSI: Miami
- Valentina Stredini in Power Book III: Raising Kanan
- Gianna Gesualdo in Un ballo per Natale